# Thom de Klerk
Thomas Johannes Josephus (Thom) de Klerk (Den Haag, 10 mei 1912 – Abcoude, 13 oktober 1966) was een Nederlandse fagottist, fagotbouwer, rietenmaker en dirigent. De Klerk was de eerste solofagottist van het Koninklijk Concertgebouworkest van 1935 tot en met 1966. Hij vierde triomfen met Willem Mengelberg, Eduard van Beinum en Bernard Haitink. Gastdirigenten, zoals Eugen Jochum en Pierre Monteux, vroegen speciaal om zijn aanwezigheid in het orkest.

## Studie
De Klerk heeft aan het Koninklijk Conservatorium in Den Haag gestudeerd bij Jacq. Poons. Poons kon zijn studenten uren achtereen toonladders laten studeren. Andere leerlingen van Poons waren David Meyer en Louis Stotijn, die beiden later solofagottist in het Residentie Orkest werden. In 1935 werd De Klerk, 23 jaar oud, aangesteld als eerste solofagottist van het Koninklijk Concertgebouworkest in Amsterdam onder Mengelberg.

## Fagotbouw
Vlak na de Tweede Wereldoorlog werd De Klerk gevraagd om op te treden als adviseur door de bouwer van muziekinstrumenten Cabart in Parijs. Het verhaal gaat dat de Franse hobofabriek Cabart in de oorlog door de bezetter gedwongen werd om Duitse fagotten te bouwen. De archieven met gegevens hierover zijn echter onvindbaar. De fagotten die na de oorlog werden goedgekeurd door De Klerk kregen het stempel Cabart/De Klerk.
In 1950 begon hij zelf met de bouw van fagotten op de verdieping boven zijn etage aan de Uiterwaardenstraat in Amsterdam. Later bouwde hij zijn fagotten in hartje Amsterdam aan de Nes. Op die plek staat nu het Vlaams Cultureel Centrum. Het aantal geproduceerde fagotten is klein gebleven. Dit kwam vooral omdat zijn talenten niet lagen bij de zakelijke kant van de bedrijfsvoering, die hij overliet aan zijn schoonfamilie. Al vrij snel moest daardoor het bedrijf financieel het ene gat met het andere vullen en eind 1952 ging de fagotwerkplaats failliet.

## Fagottist
De Klerk was een extravert mens, met flinke uitersten. Zijn zoon, de derde Thomas van inmiddels (2008) vier in de familie, denkt dat de oorzaak mogelijk mede ligt in de onzekere thuissituatie van zijn vader.
Mogelijk ook door zijn onzekere jeugd was De Klerk geen gemakkelijk mens, evenmin meegaand voor zijn beroepsgenoten. Er waren zelfs fagottisten die weigerden met hem te spelen. Hij was professioneel en ook emotioneel bewogen een bewonderaar van het werk van Mozart. 'Voor Mozart speel ik graag de engeltjes uit de hemel', zei hij regelmatig. Hij had echter een hartgrondige hekel aan het werk van Anton Bruckner, 'Tien miezerige noten in die ellenlange rotsymfonieën', riep hij weleens in vertwijfeling over Bruckners werk. Zijn remedie was om tussen die noten door op het podium gewoon in slaap te vallen! Bij een bepaald loopje van de hoorns of bij een paukenslag werd hij dan automatisch wakker, die ervaring had hij snel opgebouwd, en speelde stipt zijn noten waarna hij weer een dutje ging doen. Dit soort gedrag dreef zijn medemusici inderdaad soms tot radeloosheid.
Het verhaal gaat dat de jonge De Klerk eens zonder fagot op het podium zat en dat Willem Mengelberg hem vroeg, 'Meneer De Klerk, waarom speelt u niet?' Waarop De Klerk antwoordde, 'Mijn fagot ligt bij de lommerd. Als u me geld geeft kan ik 'm halen en weer spelen'. Hij kwam er nog mee weg ook, omdat hij in elk gezelschap toch meestal de lachers op zijn hand had. Hoewel De Klerk zich vaak controversieel maakte, willen zijn oud-leerlingen, waaronder Joep Terwey, geen kwaad woord over hem horen.
Voor een begaafd mens als de Klerk was het Nederland van de kneuterigheid, de jaren vijftig en daarvoor, een te beperkt gebied om in te gedijen. Hij voelde zich meer op waarde geschat in de Verenigde Staten en het Verenigd Koninkrijk, of in Duitsland waar cultuur niet het sluitstuk van 's lands begroting vormde en een musicus van zijn statuur aangesproken werd met Herr Professor. Hoe schril het contrast met sommige reacties uit de buurt waar hij woonde in Amsterdam waar men over hem roddelde dat hij wel een inbreker zou kunnen zijn; hij ging immers steeds 's avonds van huis met een koffer.

## Rieten
Naast de genoemde talenten en kwaliteiten van De Klerk, controversieel of niet, maakte hij ook rieten. Net als de hobo heeft de fagot een dubbel riet. Een goed klinkend riet maken is een moeilijk karwei dat ervaring en vaardigheid vereist. De speciale rietsoort die slechts in één streek in Frankrijk te vinden is, moet na het kloven zodanig bewerkt worden dat het dun genoeg wordt om een mooie toon voort te brengen, maar ook weer zo dun dat het te kwetsbaar wordt.
Het fagotriet is binnen de rietblazers extra moeilijk, omdat het voor het produceren van in het bijzonder de lage tonen van een fagot zeer nauw luistert. In het kielzog van de internationale tournees met het KCO bouwde De Klerk wereldwijd een grote klantenkring op, waarvan hij met regelmaat bestellingen voor fagotrieten ontving. Het kunnen vervaardigen van superieure rieten lag ten grondslag aan de exceptioneel heldere en zangerige toon van zijn fagotspel. Dat op zijn beurt was mede de basis van zijn succes als fagottist.

## Plaatopnamen
Er zijn maar weinig opnamen van De Klerk. De enige twee nog verkrijgbare lp's zijn de uitvoering van Mozarts Symfonie Concertante Es-dur, KV 297b (Anh. 9) door het Concertgebouw Kwintet met het Nederlands Kamerorkest o.l.v. Szymon Goldberg (Fontana 700 202 WGY) en Mozarts Fagotconcert B-dur, KV 191 met de Wiener Symfoniker o.l.v. Bernhard Paumgartner (Fontana 894 053 ZKY), waarbij De Klerk Mozarts cadensen verving door zelf gecomponeerde cadensen. Een bijzonderheid van deze opname is dat elk deel er in één 'take' op stond. Het Fontana-label is overgenomen door Philips en in privébeheer zijn beide lp's op cd gezet.

## Nederlands Blazers Ensemble
Naast fagottist en rieten- en fagotbouwer was De Klerk ook docent aan het Conservatorium van Amsterdam. Behalve fagot doceerde hij daar de ensembleklas. Hij selecteerde daar de beste leerlingen, onder wie Joep Terwey (fagot), Martine Bakker (dwarsfluit; dochter van de schrijver van Ciske de Rat, Piet Bakker), George Pieterson (klarinet), Jaap Verhaar (hoorn) en Werner Herbers, Han de Vries en Edo de Waart (hobo), en zo heeft de Klerk eerst het Aulos Wind Ensemble en met deze leerlingen later ook het Nederlands Blazers Ensemble opgericht.
Als oprichter, dirigent en artistiek leider van het NBE heeft De Klerk baanbrekend werk verricht in de herontdekking van vergeten of verloren gewaande manuscripten van de grote componisten die zij speciaal voor een blazersensemble hadden geschreven. Hij reisde daarvoor internationaal de muziekbibliotheken af.
Hij heeft tevens vele ensemblewerken die oorspronkelijk voor strijkers waren geschreven, omgewerkt om door een blazersensemble te kunnen worden uitgevoerd. Tot aan de oprichting van het NBE waren, ook internationaal bezien, blazersensembles een zeldzaamheid. In Nederland bestond tot aan de oprichting van het NBE alleen het Concertgebouw Kwintet, waar De Klerk overigens zelf deel van uitmaakte. De Klerks streven was erop gericht de blazerstegenhanger te creëren van het strijkorkest I Musici.
In een periode dat hij overwoog het Koninklijk Concertgebouworkest te verlaten om zich volledig te wijden aan zijn muziek- en archiefonderzoek en de artistieke leiding van het Nederlands Blazers Ensemble, overleed De Klerk onverwacht op 54-jarige leeftijd.